# Monachoides vicinus

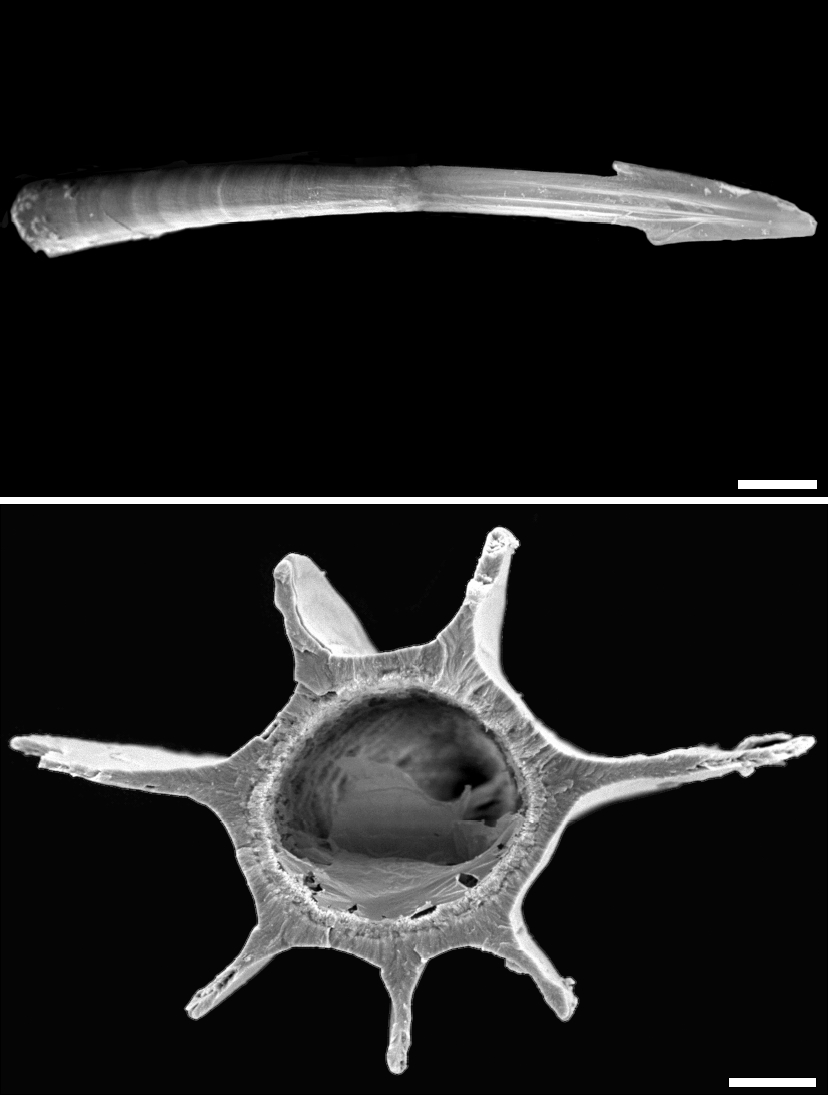
SEM opname van dwars en lengtedoorsnede van de liefdespijl van Monachoides vicinus

Monachoides vicinus is een slakkensoort uit de familie van de Hygromiidae. De wetenschappelijke naam van de soort is voor het eerst geldig gepubliceerd in 1842 door Rossmassler.